# Edav
EDAV, acronimo di Educazione Audiovisiva, è la rivista mensile ufficiale del CISCS (Centro Internazionale dello Spettacolo e della Comunicazione Sociale), il centro fondato nel 1953 dal gesuita, regista ed esperto di mass media padre Nazareno Taddei.
Si occupa principalmente di problemi di comunicazione, educazione audiovisiva, cinema, televisione e società, applicando la metodologia dell'interpretazione strutturale come strumento per la lettura, su base scientifica, dei mass media, allo scopo di cogliere la vera comunicazione che viene trasmessa attraverso di essi.
Se da un lato tale impostazione scientifica la rende un ottimo strumento di studio per circoli di cultura cinematografica e ambiti accademici ("educazione con l'immagine"), dall'altro conserva anche un'esposizione adatta ai non-addetti ai lavori, ovvero ai semplici appassionati ("educazione all'immagine").

## Storia
La rivista ha iniziato le sue pubblicazioni nel novembre 1972 come sussidio per la lettura dei media e l'uso dei loro linguaggi, raccogliendo l'eredità del precedente mensile del CISCS Note Schedario, nato a sua volta nel dicembre 1968 da Schedario cinematografico, enciclopedia del cinema anni settanta in 8 volumi, diretta da padre Taddei e realizzata con schede pubblicate periodicamente.
La rivista è stata diretta da Nazareno Taddei fino alla sua morte (18 giugno 2006), quando gli è succeduto il giornalista Andrea Fagioli, che ne mantiene tuttora la direzione insieme a quella del settimanale Toscana Oggi (dal 2009). Vive quasi esclusivamente di abbonamenti, non accettando alcuna pubblicità come garanzia di assoluta obiettività e autonomia di giudizio. È diffusa in tutte le province italiane e in 15 nazioni di 4 continenti. La tiratura è quasi "elitaria": dalle 1500 alle 2000 copie mensili.
Con le circa 3000 letture di film realizzate nei suoi 37 anni di vita, viene ormai considerata una miniera di studi, informazioni, esperienze e suggerimenti sulle problematiche della produzione cinematografica e sulle conseguenze tecnologico-sociali e culturali dei mass media.
Dal 1983, il CISCS utilizza l'acronimo edav anche come marchio editoriale sia della rivista sia delle altre pubblicazioni che ha in catalogo (dedicate soprattutto a cinematografia e comunicazione, ma anche a fotografia, biografie, letteratura e sociologia). Ne sono amministratore unico l'attuale presidente del Centro, Gabriella Grasselli, e direttore editoriale il direttore della rivista Andrea Fagioli.